# Arno Arthur Wachmann
Arno Arthur Wachmann, född 8 mars 1902, död 24 juli 1990, var en tysk astronom.
Han upptäckte det periodiska kometerna 29P/Schwassmann-Wachmann, 31P/Schwassmann–Wachmann och 73P/Schwassmann–Wachmann tillsammans med Arnold Schwassmann.
Minor Planet Center listar honom som A. Wachmann och som upptäckare av 3 asteroider.
Asteroiden 1704 Wachmann är uppkallad efter honom.

## Asteroid upptäckt av Arno Arthur Wachmann
| 1465 Autonoma | 20 mars 1938     |
| 1501 Baade    | 10 oktober 1938  |
| 1586 Thiele   | 13 februari 1939 |